# Francesco Antonio d’Arco

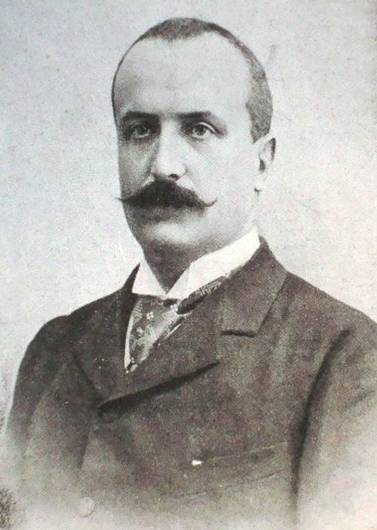
Francesco Antonio d’Arco

Francesco Antonio Gerolamo (* 1. August 1848 in Mailand; † 7. Mai 1917 in Mantua) war ein italienischer Politiker.

## Leben
Er war der Sohn des Grafen Luigi d’Arco und der Gräfin Giovanna de Capitani d’Arzago aus Mailand und entstammte dem mantuanischen Zweig des Adelsgeschlechts derer von Arco. Letztere waren seit dem 12. Jahrhundert im Hochstift Trient ansässig und hatten sich im Laufe der Jahrhunderte in mehrere Linien aufgespaltet.
Francesco Antonio d’Arco besaß eine Laurea in Rechtswissenschaften. Von 1873 bis 1893 war er Stadtrat und zwischen 1874 und 1875 Gemeinderatsmitglied in Mantua. Er war Mitglied der Provinzrates der Provinz Mantua und gehörte der Provinzregierung an. Zwischen 1876 und 1895 war er für sechs Legislaturperioden Mitglied der Abgeordnetenkammer. Zwischen 1891 und 1892 war er im Kabinett Rudinì I Unterstaatssekretär im Außenministerium. Von 1896 bis zu seinem Tode gehörte er dem Senat des Königreiches an.
Mit seinem Tod erlosch die männliche Linie des mantuanischen Zweiges der Grafen von Arco.
Francesco Antonio d’Arco war Mitglied der Italienischen Geographischen Gesellschaft.

## Nachkommen
Er hatte von Maria Cantoni, einer Hutmacherin aus einfachen Verhältnissen, die er nie heiratete, eine Tochter, die er anerkannte.
- Giovanna (1880–1973), verheiratet mit Leopoldo Guidi di Bagno[3]

## Auszeichnungen
- Grand’Ufficiale dell’Ordine della Corona d’Italia
- Commendatore dell’Ordine dei Santi Maurizio e Lazzaro
- Cavaliere di Malta